# Jądrowa stała sprzężenia spinowo-spinowego
Jądrowa stała sprzężenia spinowo-spinowego (J) – pojęcie stosowane w spektroskopii magnetycznego rezonansu jądrowego (NMR), opisuje oddziaływanie momentów magnetycznych jąder pomiędzy sobą. Konsekwencją tego oddziaływania jest pojawienie się w widmie NMR, zamiast jednego sygnału pochodzącego od danego jądra, tzw. multipletu, czyli kilku sygnałów, których odległość od siebie zależy od wielkości stałej sprzężenia spinowo-spinowego (w najprostszym przypadku jest jej równa). Najczęściej używaną jednostką stałej sprzężenia jest herc.

## Bezpośrednia i pośrednia stała sprzężenia spinowo-spinowego
W ogólności są dwa mechanizmy przenoszenia sprzężenia pomiędzy momentami magnetycznymi jąder: „przez przestrzeń”, któremu odpowiada bezpośrednia stała sprzężenia spinowo-spinowego (zwana też dipolową, oznaczana D) oraz „przez elektrony”, któremu odpowiada pośrednia stała sprzężenia spinowo-spinowego (zwana też skalarną, oznaczana J). Bezpośrednia stała sprzężenia spinowo-spinowego jest 3-4 rzędy wielkości większa od pośredniej, ale w cieczach i gazach ulega uśrednieniu do zera, zatem zwykle obserwuje się tylko pośrednią stałą sprzężenia spinowo-spinowego J. Bezpośrednią stałą sprzężenia spinowo-spinowego można zmierzyć w ciałach stałych oraz jako tzw. resztkowe sprzężenie dipolowe w częściowo zorientowanych cieczach (np. zawierających długie łańcuchy polimeryczne).

### Bezpośrednia stała sprzężenia spinowo-spinowego
Bezpośrednia (dipolowa) stała sprzężenia spinowo-spinowego jąder P i Q zależy wyłącznie od odległości RPQ pomiędzy jądrami, kąta pomiędzy wektorem RPQ i zewnętrznym polem magnetycznym oraz ich współczynników magnetogirycznych.
Hamiltonian tego oddziaływania można wyrazić jako
{\displaystyle \mathbf {H} =-{\frac {\mu _{0}}{4\pi R_{PQ}^{5}}}\left(3(\mathbf {M} _{P}\cdot \mathbf {R} _{PQ})(\mathbf {M} _{Q}\cdot \mathbf {R} _{PQ})-\mathbf {M} _{P}\cdot \mathbf {M} _{Q}R_{PQ}^{2}\right).}
Pomiar dipolowej stałej sprzężenia dostarcza zatem informacji o odległości pomiędzy jądrami.

### Zredukowana pośrednia stała sprzężenia spinowo-spinowego
W spektroskopii NMR w ośrodkach niezorientowanych, czyli cieczach i gazach, obserwuje się tylko pośrednią stałą sprzężenia spinowo-spinowego J. Wielkość jej zależy od wielkości współczynników magnetogirycznych sprzężonych jąder oraz struktury elektronowej cząsteczki, w której się znajdują, a poprzez nią, od geometrii cząsteczki. W chemii kwantowej używa się często zredukowanej pośredniej stałej sprzężenia spinowo-spinowego, niezależnej od współczynników magnetogirycznych.
Zredukowana pośrednia stała sprzężenia spinowo-spinowego KPQ, opisuje oddziaływanie momentów magnetycznych jąder, które jest przenoszone przez elektrony znajdujące się wokół nich.
Otaczające jądro elektrony oddziałują wzajemnie z momentami magnetycznymi (czy też spinami) jądra. Dzieje się tak, ponieważ elektrony są naładowanymi cząstkami przebywającymi w ruchu w stosunku do molekuły, a także ponieważ elektrony posiadają niezerowy spin. Te oddziaływania są jednak małe względem oddziaływań elektrostatycznych między elektronami i jądrami. Ponieważ oddziaływania magnetyczne modyfikują energię elektronową tylko nieznacznie, parametry NMR mogą być właściwie analizowane przy użyciu teorii perturbacji. Dla cząsteczek zamkniętopowłokowych, nie ma pierwszorzędowych poprawek do energii elektronowej związanych z momentami magnetycznymi jąder, a poprawka drugorzędowa jest opisana jako tensor zredukowanej stałej sprzężenia spinowo-spinowego, KPQ:
{\displaystyle E\left(\mathbf {M} \right)=E(0)+\sum \limits _{P>Q}\mathbf {M} _{P}^{T}\mathbf {K} _{PQ}\mathbf {M} _{Q},}
gdzie M jest zbiorem wszystkich momentów magnetycznych, MP, w cząsteczce. Wszystkie wyrazy wyższych rzędów w powyższym równaniu są bardzo małe i mogą spokojnie zostać zaniedbane. Z równania 1 wynika, że KPQ jest po prostu drugą pochodną energii elektronowej E(M), przy wypadkowym momencie magnetycznym równym zero:
{\displaystyle \left.\mathbf {K} _{PQ}={\frac {d^{2}E\left(\mathbf {M} \right)}{d\mathbf {M} _{P}\mathbf {M} _{Q}}}\right|_{\mathbf {M=0} }.}

### Wkłady do zredukowanej pośredniej stałej sprzężenia
Podstawowe równania opisujące nierelatywistyczne podejście do obliczania stałych sprzężenia spinowo-spinowego zostały wyprowadzone przez Ramseya. W teorii nierelatywistycznej występują cztery odrębne wkłady do pośredniej stałej sprzężenia spinowo-spinowego, będące wynikiem nadsubtelnego sprzężenia spinu jądra z ruchem orbitalnym elektronów i ich spinami. Operatory opisujące te oddziaływania to pochodne Hamiltonianu elektronowego, opisującego cząsteczkę w polu magnetycznym, z którym oddziałuje, po momentach magnetycznych jąder.
Pierwsze to sprzężenie spinowo-orbitalne (SO), które reprezentuje oddziaływanie jąder z naładowanymi cząstkami, np. elektronami, poruszającymi się w potencjale wektorowym, Anuc(r), wygenerowanym przez jądro. Istnieją dwa takie operatory spinowo-orbitalne – operator diamagnetyczny spinowo-orbitalny (DSO):
{\displaystyle \mathbf {h} _{PQ}^{DSO}=\alpha ^{4}\sum \limits _{i}{\frac {\mathbf {r} _{iP}^{T}\mathbf {r} _{iQ}\mathbf {I} -\mathbf {r} _{iP}\mathbf {r} _{iQ}^{T}}{\mathbf {r} _{iP}^{3}\mathbf {r} _{iQ}^{3}}}}
i operator paramagnetyczny spinowo-orbitalny (PSO):
{\displaystyle \mathbf {h} _{P}^{PSO}=\alpha ^{2}\sum \limits _{i}{\frac {\mathbf {r} _{iP}\times \mathbf {p} _{i}}{\mathbf {r} _{iP}^{3}}},}
gdzie pi jest operatorem pędu i-tego elektronu, I jest macierzą 3 × 3 elementową, a sumowanie następuje po wszystkich elektronach.
Operator paramagnetyczny, {\displaystyle \mathbf {h} _{P}^{PSO},} opisuje oddziaływania spinu jądra z ruchem orbitalnym elektronów. Natomiast operator diamagnetyczny, {\displaystyle \mathbf {h} _{PQ}^{DSO},} opisuje oddziaływania spinów dwóch jąder z ruchem orbitalnym elektronów.
Kolejne spinowe oddziaływania nadsubtelne są zdeterminowane przez pole magnetyczne jądra, Bnuc(r). Powyższe pole, które oddziałuje ze spinem elektronów, si, stanowi podstawę dla dwóch operatorów pierwszorzędowych – kontaktowego Fermiego (FC):
{\displaystyle \mathbf {h} _{P}^{FC}={\frac {8\pi \alpha ^{2}}{3}}\sum \limits _{i}\delta \left(\mathbf {r} _{iP}\right)\mathbf {s} _{i}}
i spinowo-dipolowego (SD):
{\displaystyle \mathbf {h} _{P}^{SD}=\alpha ^{2}\sum \limits _{i}{\frac {3\mathbf {r} _{iP}\mathbf {r} _{iP}^{T}-\mathbf {r} _{iP}^{2}\mathbf {I} }{\mathbf {r} _{iP}^{5}}}\mathbf {s} _{i}.}
Operator kontaktowy Fermiego, {\displaystyle \mathbf {h} _{P}^{FC},} reprezentuje bezpośrednie oddziaływanie spinu jądra ze spinem elektronu, który to elektron znajduje się w pozycji jądra. Wkład spinowo-dipolowy, SD, odpowiada za oddziaływanie spinu jądra ze spinem elektronu, ale z pewnej odległości. Możemy opisać je jako oddziaływanie typu dipolowo-dipolowego.

## Multiplety
| Multipletowość | Stosunek intensywności |
| -------------- | ---------------------- |
| Singlet (s)    | 1                      |
| Dublet (d)     | 1:1                    |
| Tryplet (t)    | 1:2:1                  |
| Kwartet(q)     | 1:3:3:1                |
| Kwintet        | 1:4:6:4:1              |
| Sekstet        | 1:5:10:10:5:1          |
| Septet         | 1:6:15:20:15:6:1       |

Sprzężenie jądra z n równocennymi jądrami o spinie ½ (np. protonami) powoduje rozszczepienie sygnału na n+1 sygnałów (tzw. multiplet), których intensywności można obliczyć z trójkąta Pascala (jak opisano po prawej stronie). Jeśli stała sprzężenia jest znacznie mniejsza od różnicy przesunięć chemicznych sprzężonych jąder, odległość sygnałów w multiplecie odpowiada wielkości stałej sprzężenia. Sprzężenie z innymi jądrami powoduje dalsze rozszczepianie sygnałów w multiplecie – np. sprzężenie z dwoma jądrami o spinie ½ i wyraźnie różnych stałych sprzężenia powoduje powstanie dubletu dubletów. Na ogół obserwuje się stałe sprzężenia przenoszone przez 1-3 wiązania, choć w szczególnych przypadkach (układ sprzężonych wiązań wielokrotnych) można zaobserwować sprzężenia przez więcej wiązań.

## Nazewnictwo stałych sprzężenia
Podając stałą sprzężeń podaje się zwykle liczbę wiązań oddzielających sprzęgające się jądra oraz rodzaj jąder. I tak na przykład zapis 3JCC oznacza stałą sprzężenia przez trzy wiązania między dwoma jądrami węgla (izotop 13C). Stałe sprzężeń 2JPQ (sprzężenie między jądrami P i Q przez 2 wiązania, np. sprzężenie między protonami przy tym samym atomie węgla) nazywa się stałymi geminalnymi (od łac. gemini = bliźniacy), a 3JPQ stałymi wicynalnymi (łac. vicinus = sąsiad).

## Znaczenie stałych sprzężenia
Stałe sprzężenia spinowo-spinowego wykorzystuje się w badaniach struktury przestrzennej cząsteczek. Jedną z głównych metod określania struktury białek jest pomiar sprzężeń dipolowych i resztkowych sprzężeń dipolowych. Duże znaczenie dla określania struktury przestrzennej cząsteczek mają też stałe sprzężenia wicynalne, których pomiar pozwala na określanie kątów dwuściennych w cząsteczkach poprzez tzw. równanie Karplusa.

## Sprzężenia heterojądrowe
W przypadku widm związków zawierających oprócz 1H różne inne atomy aktywne w NMR, np. 13C, 19F, 29Si lub 31P, można obserwować sprzężenia heterojądrowe, czyli pomiędzy jądrami różnych pierwiastków. Pozwala to uzyskać dodatkowe informacje o strukturze cząsteczki. Z drugiej strony sprzężenia heterojądrowe komplikuje widmo. Eksperyment NMR można jednak przeprowadzić w trybie odsprzężenia heterojądrowego (zwykle odsprzężenia proton–heteroatom), dzięki czemu sprzężenia takie nie są rejestrowane, a widma są prostsze. Tego typu widma oznacza się symbolem odsprzęganego jądra w nawiasie klamrowym, np. 13C{1H} (widmo 13C bez sprzężeń z 1H) lub 1H{31P} (widmo 1H bez sprzężeń z 31P). 